# Andreas Weise

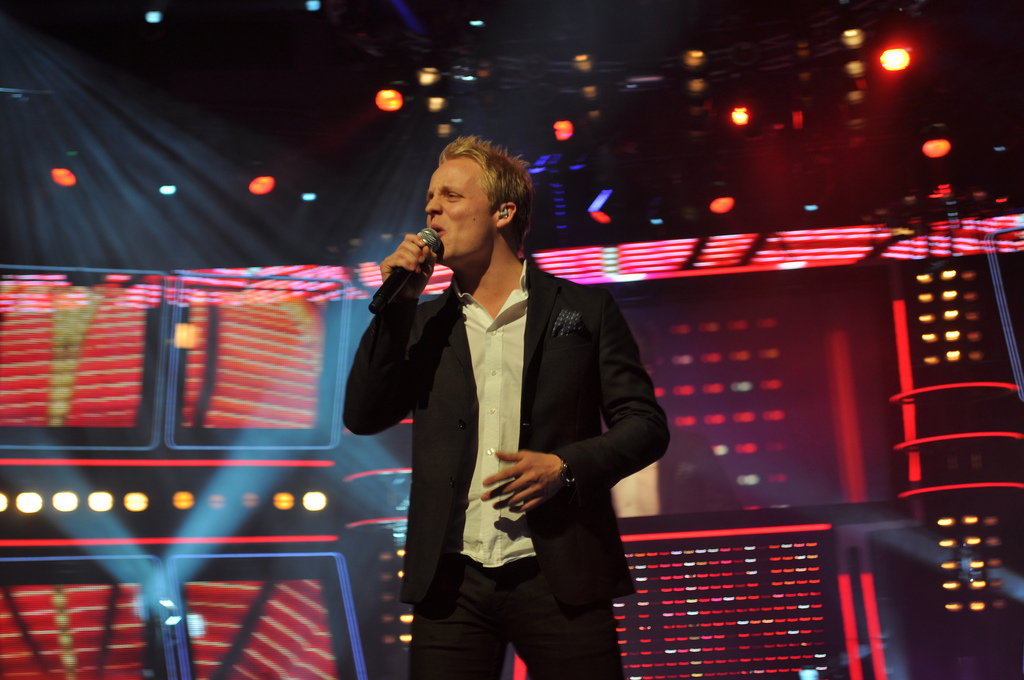
Andreas Weise i Idol 2010, fredagsfinal i Malmö Arena.

Andreas Georg Fredrik Weise, född 18 augusti 1986 i Stockholm, är en svensk sångare, låtskrivare, underhållare och programledare.

## Biografi
Andreas Weise är son till Arne Weise och Agneta Malmberg samt uppvuxen på Lidingö. Vid omkring sex års ålder började Weise sjunga och inspirerades tidigt av storheter som Frank Sinatra, Stevie Wonder, Sammy Davis, Jr. och Donny Hathaway. Vid tio års ålder började han även att skriva dikter och det intresset gick snabbt över till låtskrivande. Trots sitt stora intresse för sång och komposition gick Weise aldrig i några musikskolor eller tog lektioner. Weise gick i Gångsätra gymnasium med samhällsekonomisk inriktning. Weise blev först känd för allmänheten efter sin medverkan i TV4:s Idol 2010, där han slutade på en femte plats. Strax efter finalen i Globen meddelade TV4 att Weise var en av deltagarna till 2011 års upplaga tillika sjätte säsongen av TV-programmet Let's Dance. Weise åkte ut i program sex och slutade på åttonde plats i tävlingen. 
Våren 2012 var Weise programledare för Så ska det låtas webbsändningar i anslutning till själva TV- programmet. Weise var även med och tävlade i avsnitt 5 (19 februari 2012) samt var programledare för Idol: Extra år 2014 tillsammans med Malin Stenbäck (mer känd som Praktikant-Malin) från radiokanalen Mix Megapol.

## Idol 2010och tiden efteråt
Under Idol 2010 blev Andreas Weise känd som programmets "entertainer" och utmärkte sig tidigt med sitt sätt att klä sig och valet av klassiska låtar. Men vägen till fredagsfinalerna kunde fått ett snabbt slut då han hängde löst redan i kvalfinalen. Trots att han hängde löst totalt 2 gånger tog han sig till en 5:e plats och röstades ut den 19 november 2010. 
I januari 2011 var Weise en av deltagarna i TV-programmet Let's Dance tillsammans med Sigrid Bernson. Under tiden som dansare deltog Weise samtidigt som en av artisterna på den landsomfattande Idolturnén som pågick januari-februari 2011 i totalt fem svenska städer. Andreas Weise sågs senare sjunga i ett flertal program under 2011 såsom Filip och Fredriks Nittileaks på Kanal 5 och Så ska det låta på SVT. Under tiden i Så ska det låta arbetade Weise även som programledare för programmets webbsändningar där hans uppgift var att intervjua gäster och ta med tittarna bakom kamerorna. Även ett par sketcher gjordes under seriens gång tillsammans med huvudprogrammets programledare Peter Settman.

## 2012–2013
Under 2011 skrev Andreas Weise skivkontrakt med Sony Music Entertainment. Debutskivan är bland annat inspelad i Catfarm Studios och Soundtrade Studios med Figge Boström som producent och albumet lanserades den 29 augusti 2012 Musiker som bland annat Jesper Nordenström, Anders Hedlund, Andreas Öberg, Henrik Jansson med flera medverkar på skivan. Weise är själv låtskrivare på ett flertal av de nyskrivna låtarna. Den 29 maj släpptes den första singeln från skivan, "Another Saturday Night" som är en cover på Sam Cookes gamla klassiker från 1963. Weise medverkade under sommaren 2012 både i Allsång på Skansen och Lotta på Liseberg. Albumet gick första veckan in på plats nummer 2 på svenska albumlistan. Under november 2012 presenterades Weise som en av nästa års deltagare i den landsomfattande turnén Diggiloo Den 14 juli var Andreas Weise nominerad i årets låt på Guldklaven som medkompositör för Arvingarnas låt "Ta mig tillbaka nu".
Under hösten 2013 var Weise en av körledarna i TV4:s underhållningsprogram Körslaget. Kören från Skanör Falsterbo nådde kvartsfinal den 5 oktober 2013.

## 2014–2015
Under 2014 turnerade Weise med Christer Sjögren och Gunhild Carling i den kritikerrosade turnén "Sinatra Christmas". Totalt besökte trion 16 städer i Sverige. Den 25 november meddelade SVT att Andreas Weise skulle delta i 2015 års upplaga av Melodifestivalen. Weises bidrag "Bring Out The Fire"  deltog i tävlingens tredje deltävling i Östersund, och gick vidare till Andra chansen. Där duellerade han emot Linus Svenning men förlorade, och tog sig därmed inte vidare till finalen. Låten är skriven av Thomas G:son, Henrik Jansson och Anton Hård af Segerstad.

## 2016–nutid
Den 3 september 2016 debuterade Andreas Weise på musikalscenen i huvudrollen som Charlie Price i Broadway-musikalen Kinky Boots på Malmö Opera. Den 16 november släppte Andreas Weise sin 2:a EP "Before Christmas".
Den 3 november 2017 släppte Weise singel "Hold me close".  
Han vann Stjärnornas stjärna 2019.
I april 2023 släppte han albumet "The Circle". Jörgen Elofsson producerade detta ablum och var med om att skriva låtarna. Under hösten 2023 gjorde Weise Sverigeturnén The Circle Tour med låtarna från skivan.
2024 medverkade Andreas Weise tillsammans med andra artister i sommarshowen Diggiloo.

## Sångstil
Andreas Weise är inte klassiskt skolad och har på egen hand utvecklat sitt register och sångstil. Han är verksam inom genrer som swing, soul, jazz och pop och har vid ett flertal tillfällen beskrivits som en så kallad crooner. Andreas Weise är tenor.

## Diskografi

### Album
| År   | Information                                   |
| ---- | --------------------------------------------- |
| 2012 | Andreas Weise - Släpptes: 29 augusti 2012     |
| 2014 | Christmas Dream - Släpptes: 25 november 2014  |
| 2016 | Before Christmas - Släpptes: 16 november 2016 |

### Singlar
- 2012 – Another Saturday Night
- 2012 – Something Beautiful
- 2014 – Christmas Dream
- 2015 – Bring Out The Fire
- 2015 – More
- 2015 – Date With Santa
- 2016 – Before Christmas
- 2017 – Hold me close
- 2018 – Crazy
- 2019 – My Love Runs Deep

### Medverkan på samlingar
| År   | Information                                         |
| ---- | --------------------------------------------------- |
| 2010 | Det bästa från Idol 2010 - Släppt: 16 november 2010 |

## Teater

### Roller
| År   | Roll    | Produktion                                    | Regi             | Teater      |
| ---- | ------- | --------------------------------------------- | ---------------- | ----------- |
| 2016 | Charlie | Kinky Boots Cyndi Lauper och Harvey Fierstein | Ronny Danielsson | Malmö Opera |